# Жигмонт, Семён Осипович
Семён Осипович (Иосифович) Жигмонт (1812—1886) — русский 	генерал от инфантерии, участник Крымской войны.

## Биография
Родился в 1812 году в дворянской семье Смоленской губернии.
Воспитывался в Павловском кадетском корпусе, из которого 14 ноября 1830 года произведён в прапорщики и назначен на службу в Лейб-гвардии Финляндский полк.
В 1835 году Жигмонт в чине подпоручика был откомандирован на Кавказ, где поступив под начальство генерала А. А. Вельяминова, принял участие в экспедиции за Кубань. Затем занимал должность старшего адъютанта штаба войск Кавказской линии и Черномории.
В 1843 году Жигмонт в чине штабс-капитана второй раз принял участие в экспедиции на Кубань в отряде генерал-адъютанта В. И. Гурко, а в 1845 году участвовал в Даргинской экспедиции, за боевые отличия был произведён в полковники.
В 1846 году был откомандирован в Образцовый пехотный полк, в 1852 году — переведён в Суздальский пехотный полк и в том же году назначен командиром Одесского егерского полка.
Произведённый 19 апреля 1853 года в генерал-майоры, Жигмонт во главе Одесского полка отправился на театр войны с Турцией, где 25 декабря 1853 года, находясь в составе отряда генерала К. А. Бельгарда, принял участие в бою при Четати, своевременно и по собственной инициативе явившись на помощь Тобольскому пехотному полку А. К. Баумгартена, атакованному превосходящими силами турок. В штыковой атаке полка был ранен двумя пулями и тяжело контужен осколком. Наградой за Четати была золотая шпага с бриллиантами и надписью «За храбрость», а бывшие во время боя под его личным начальством батальоны получили Георгиевские знамёна. Только в феврале 1855 г. Жигмонт оправился от ран и был назначен командующим резервной дивизией Гренадерского корпуса и в течение всего остального времени войны находился в Финляндии при охране приморских берегов. В том же 1855 году получил орден св. Георгия 4-й степени за 25 лет беспорочной службы.
В 1857 году был назначен помощником начальника 2-й гренадерской дивизии. С 26 января 1860 года по 4 апреля 1871 года командовал 13-й пехотной дивизией. В генерал-лейтенанты произведен 23 апреля 1861 года, а 30 августа 1881 года — в генералы от инфантерии с назначением членом Александровского комитета о раненых. Умер 3 марта 1886 года.

## Награды
- Золотая шпага с бриллиантами и надписью «За храбрость»;
- Орден Святого Станислава 1-й степени (1858 год);
- Орден Святой Анны 1-й степени (1864 год);
- Орден Святого Владимира 2-й степени (1869 год);
- орден Белого Орла (1879 год).